# Chandrabindu
Il chandrabindu (da चन्द्र, chandra, "luna", e बिंदु, bindu, "punto") è un segno diacritico utilizzato in gran parte delle scritture Brahmi per rendere nasale la vocale antecedente a tale simbolo. Generalmente viene reso con un semicerchio concavo verso l'alto e sovrascritto da un punto (ँ), anche se può cambiare a seconda dell'alfabeto in cui viene adottato.

## Unicode
| Simbolo | Unicode | Alfabeto   |
| ------- | ------- | ---------- |
| ँ        | U+0901  | Devanagari |
| ঁ        | U+0981  | Bengali    |
| ઁ        | U+0A81  | Gujarati   |
| ଁ        | U+0B01  | Oriya      |
| ఁ        | U+0C01  | Telugu     |
| ಽ       | U+0CBD  | Kannada    |
| ഽ       | U+0D3D  | Malayalam  |